# Kamienica przy ul. Piwnej 6 w Warszawie
Kamienica przy ulicy Piwnej 6 – kamienica znajdująca się przy ulicy Piwnej 6 na Starym Mieście w Warszawie.

## Opis
Została wzniesiona prawdopodobnie pod koniec XVII wieku jako tylna oficyna kamienicy przy ulicy Świętojańskiej 9. Była wielokrotnie przebudowywana. W 1944 została spalona.
Odbudowana w latach 1952–1953. Kamienny portal został ozdobiony rzeźbiarską grupą gołębi wykonaną przez Jadwigę Karwowską według projektu Haliny Kosmólskiej. W ten sposób upamiętniono mieszkającą w kamienicy Kazimierę Majchrzak, pierwszą powojenną mieszkankę ulicy i opiekunkę staromiejskich gołębi, które tam dokarmiała.

## Galeria

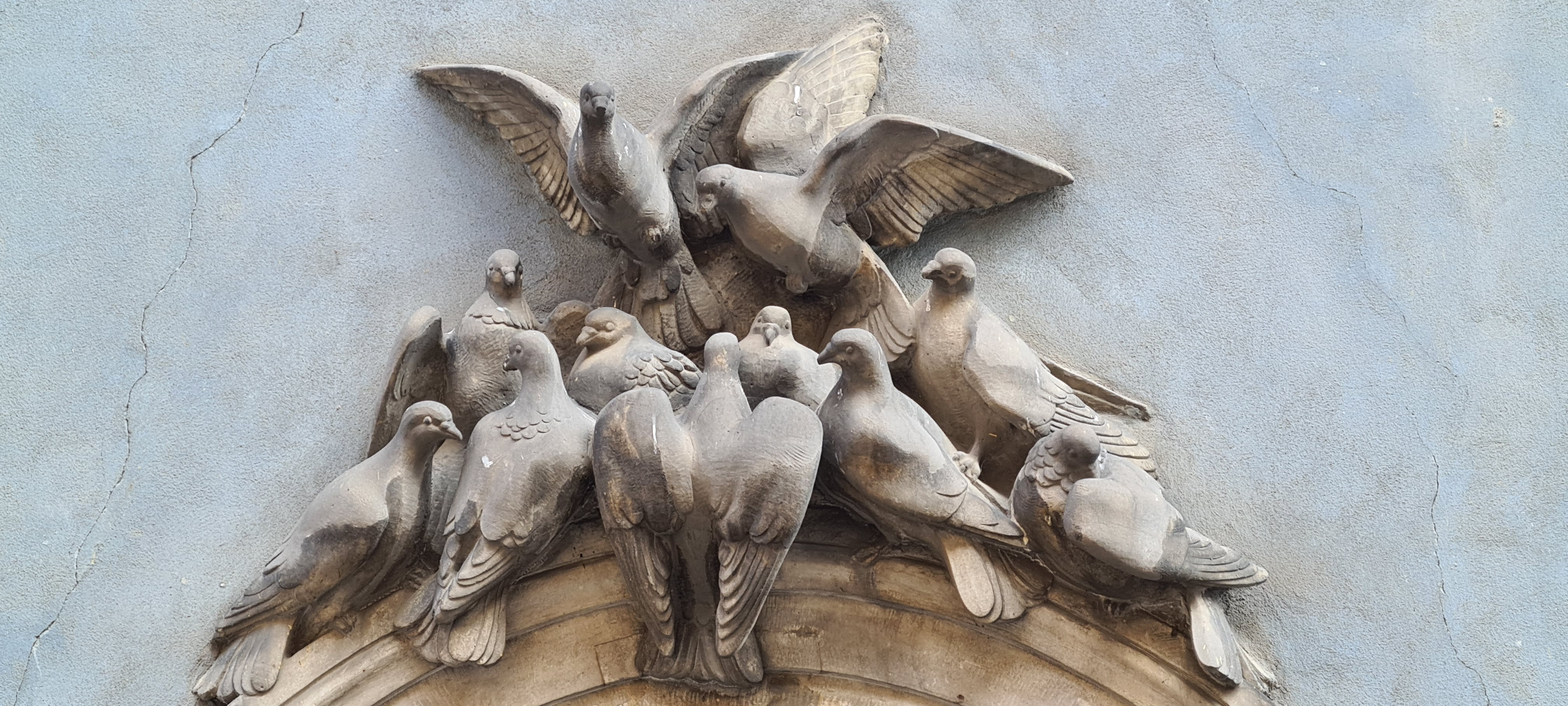
Rzeźba nad bramą wejściową (luty 2021)
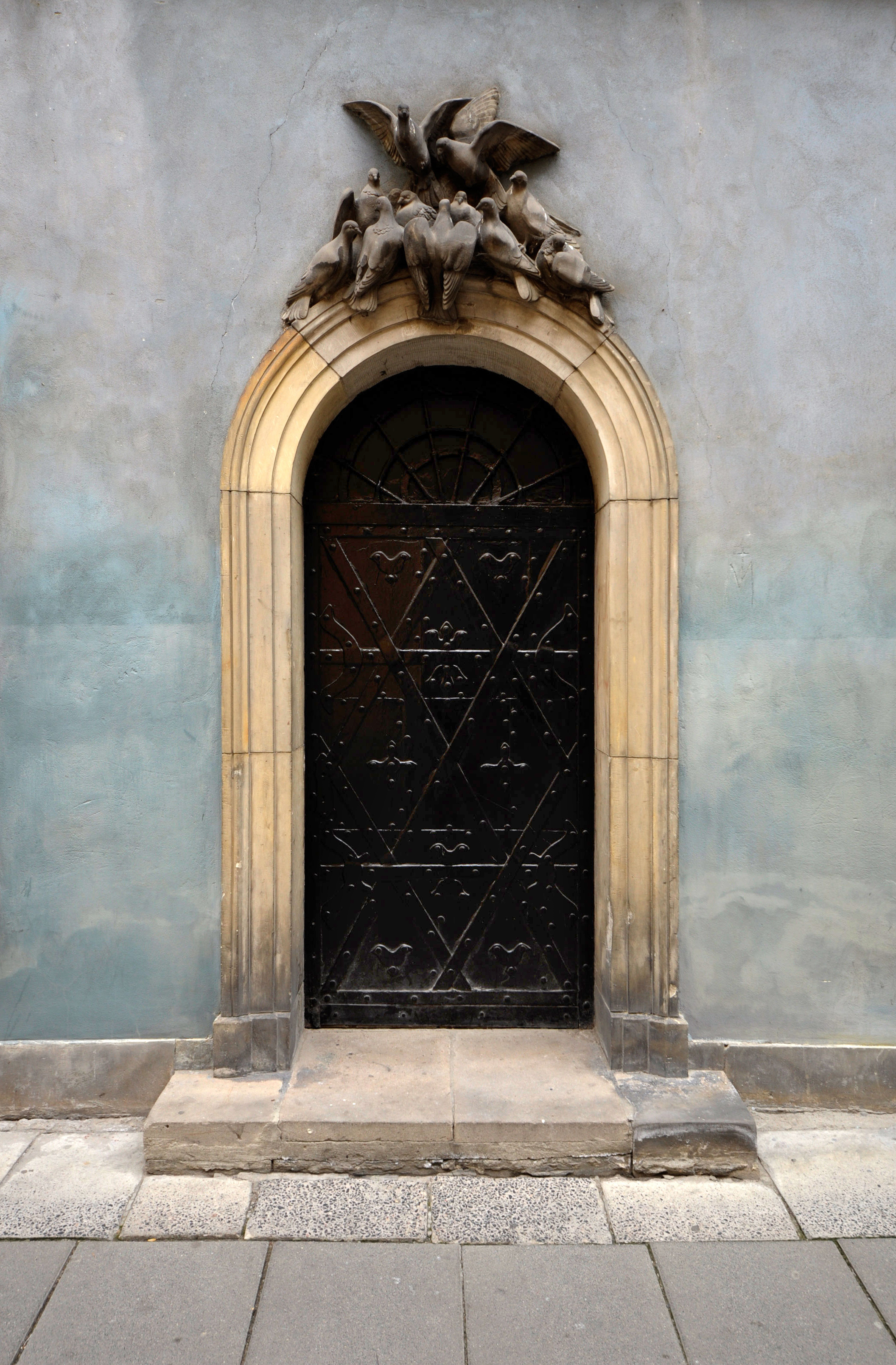
Brama wejściowa
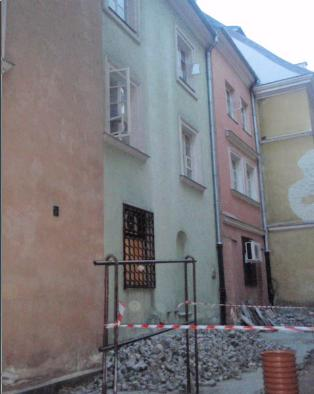
Tylne wejście do kamienicy